# USS City of Corpus Christi (SSN-705)
Pour les articles homonymes, voir USS Corpus Christi.
Le USS City of Corpus Christi (SSN-705) est un sous-marin nucléaire d'attaque américain de classe Los Angeles nommé d'après Corpus Christi au Texas. Construit au Chantier naval Electric Boat de Groton, il a été commissionné le 8 janvier 1983 et est toujours actuellement en service dans l’United States Navy.